# I Call Your Name (canción de The Beatles)
«I Call Your Name» –en español: «Yo te nombro»– es una canción de The Beatles escrita principalmente por John Lennon y acreditado a Lennon-McCartney.
Lennon escribió la canción antes de la formación de The Beatles. De acuerdo con Paul McCartney, «I Call Your Name» fue escrita en la casa de la tía de Lennon, Mimi, en Menlove Avenue, Liverpool.

## Versión de Billy J. Kramer with The Dakotas
En 1963, Lennon le dio la canción a Billy J. Kramer y los Dakotas, otra banda de Liverpool que había firmado con George Martin para Parlophone. Kramer lo lanzó como lado B del sencillo «Bad to Me», otra composición de Lennon-McCartney.

## Versión de The Beatles
Lennon estaba, al parecer, insatisfecho con los arreglos que The Dakotas le habían hecho a su canción, así como haberla puesto en la cara B del sencillo, de forma que The Beatles grabaron su propia versión del tema. Primero apareció en los Estados Unidos en el álbum de Capitol Records The Beatles' Second Album, apareciendo después en el Reino Unido en su EP Long Tall Sally, de 1964.
«I Call Your Name» fue relanzada en 1988 en el álbum compilatorio Past Masters - Volume One.
La canción es una de las primeras donde George Harrison usa una guitarra Rickenbacker 360/12. 
El puente de la canción es el primer intento de The Beatles en el género ska.

### Grabación
«I Call Your Name» fue grabada el 1 de marzo de 1964, el mismo día en que The Beatles grabaron «I'm Happy Just to Dance with You» y «Long Tall Sally», todo dentro de una sesión de tres horas. 
«I Call Your Name» fue la segunda canción del día en ser grabada.
The Beatles grabaron la canción en siete tomas. A la última de ellas se le añadió una interpretación vocal distinta de Lennon y el cencerro de Starr, agregándosele después la sección del ska procedente de la toma cinco.

### Créditos
Los créditos son los siguientes:
The Beatles
- John Lennon - voz y guitarra rítmica (Rickenbacker 325c64).
- Paul McCartney - bajo (Höfner 500/1 63´).
- George Harrison - guitarra solista (Rickenbacker 360/12).
- Ringo Starr - batería (Ludwig Downbeat) y cencerro.

Equipo de producción
- George Martin - productor
- Norman Smith - ingeniero

## Otras versiones
- The Mamas & the Papas versionaron «I Call Your Name» en 1966 en su primer álbum If You Can Believe Your Eyes and Ears. El grupo cierra la canción con «I call your name ... ye-ah!» The Beatles eran conocidos por la frase «Yeah, yeah, yeah» de «She Loves You».
- El mismo 1966, la banda chilena Los Mac's lanzaron el disco Go Go / 22 con una versión de esta canción.
- Ringo Starr grabó una versión de la canción para un especial de televisión por el 10.º aniversario de la muerte de John Lennon y el 50.º aniversario de su nacimiento. La grabación, producida por Jeff Lynne, incluía al supergrupo compuesto por Lynne, Tom Petty,  Neil Young y Jim Keltner.